# Ledoyerella caputphotis
Ledoyerella caputphotis is een vlokreeftensoort uit de familie van de Kamakidae. De wetenschappelijke naam van de soort is voor het eerst geldig gepubliceerd in 1967 door Ledoyer.